# Afghanische Nationalpolizei
Die Afghanische Nationalpolizei (paschtunisch د افغانستان ملي پولیس persisch پلیس ملی افغانستان, kurz ANP) war die Polizei des zentralasiatischen Binnenstaates Afghanistan. Im Oktober 2010 hatte sie einen Personalbestand von 120.000.
Die Afghanische Nationalpolizei wurde im Rahmen der am 15. März 2002 zwischen dem Bundesministerium des Innern, für Bau und Heimat und dem Innenministerium der Interimsregierung von Afghanistan geschlossenen Vereinbarung, über die Einrichtung eines Projektbüros zum Wiederaufbau der Afghanischen Polizei, German Police Project Team (GPPT), durch deutsche Polizeibeamten beraten und ausgebildet.
Die Struktur der ANP ist wie folgend:
1. Afghan National Civil Order Police (ANCOP)
2. Afghan Border Police (ABP)
3. Afghan Uniformed Police (AUP)

Weitere Polizeikräfte sind z. B.: Kriminalpolizei (engl.: Criminal Investigation Department), die Counter Narcotics Police of Afghanistan und Afghan Public Protection Force (APPF).
Die Afghanistan National Auxiliary Police (ANAP) bestand von 2006 bis 2008.

## Bemerkungen zu den einzelnen Polizeiverbänden

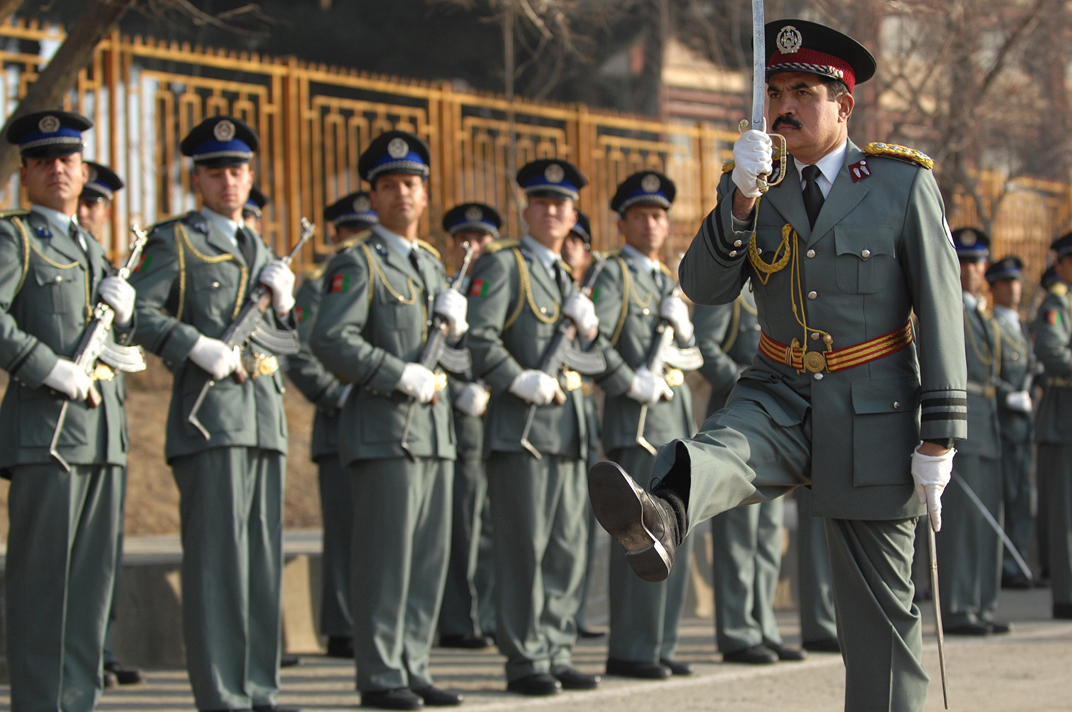

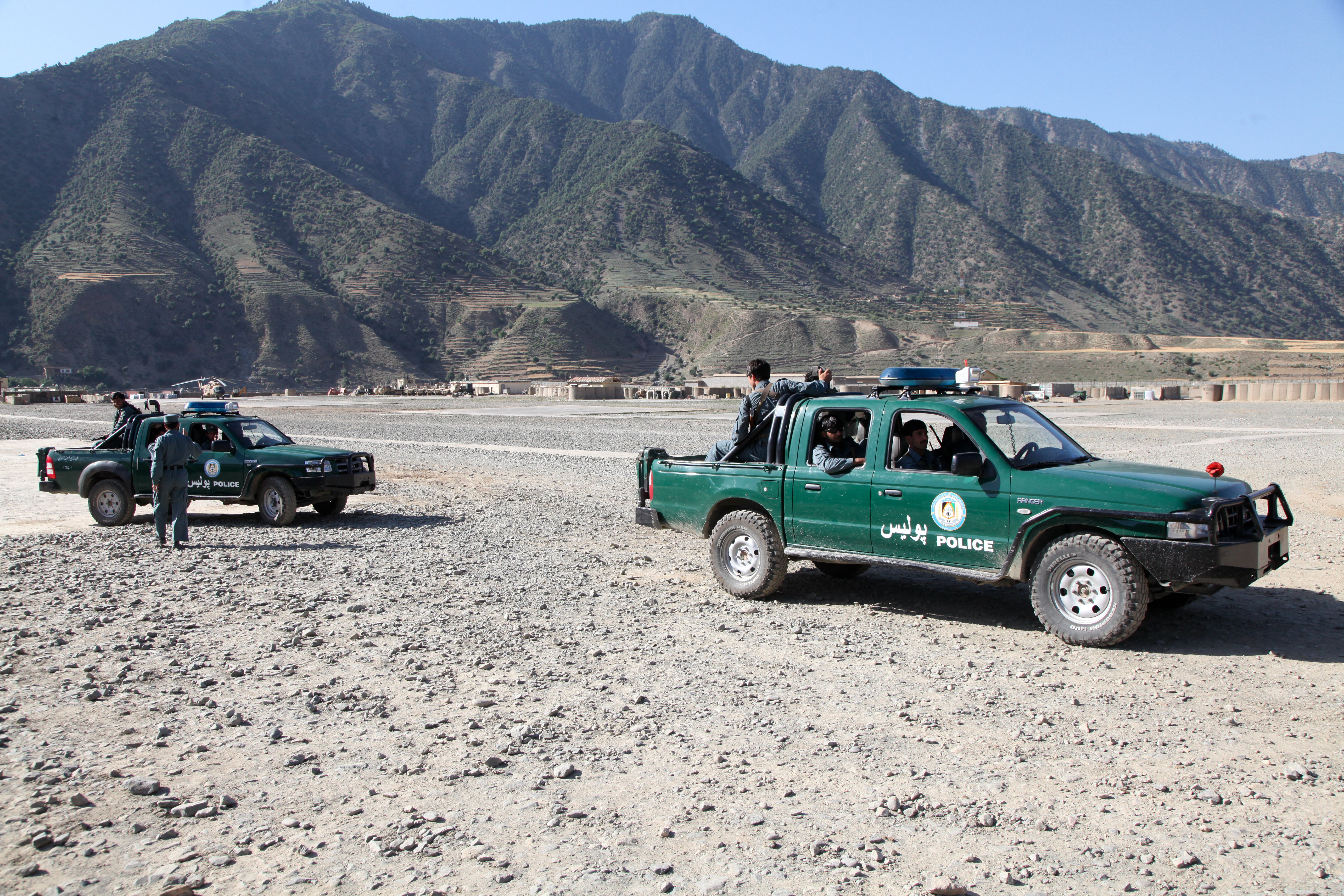

### Afghan Uniformed Police
- Ein paramilitärischer Verband
- Zuständig für die täglichen Polizeiaufgaben
- Personalstärke im März 2011 etwa 67.000[3]

### Afghan Border Police
- Besetzt Grenzstationen, Patrouillen an der Grenze, Flughafen
- Personalstärke im März 2011 etwa 20.000[3]

### Afghan National Civil Order Police
- Aktiv in den größten afghanischen Städten, SWAT
- Ein paramilitärischer Verband
- Personalstärke im März 2011 etwa 10.000[3]

### Afghan Highway Police
- Möglicherweise 2006 als selbständige Organisation aufgelöst und in die Afghan Uniformed Police eingegliedert

### Counter Narcotics Police of Afghanistan
- Drogenpolizei

### Afghan Public Protection Force
- leicht bewaffnet, kurze Ausbildung, Stammeskämpfer.[4]